# Reprezentacja Portugalii U-19 w piłce nożnej mężczyzn
Reprezentacja Portugalii U-19 w piłce nożnej – juniorska reprezentacja Portugalii, sterowana przez Portugalską Federację Piłki Nożnej. Jest powoływana przez selekcjonera, w niej występować mogą wyłącznie zawodnicy, którzy w momencie przeprowadzania imprezy docelowej (finałów Mistrzostw Europy) nie przekroczyli 19 roku życia.

## Występy w ME U-19
- 2002: Nie zakwalifikowała się
- 2003: 2 miejsce
- 2004: Nie zakwalifikowała się
- 2005: Nie zakwalifikowała się
- 2006: Faza grupowa
- 2007: Faza grupowa
- 2008: Nie zakwalifikowała się
- 2009: Nie zakwalifikowała się
- 2010: Faza grupowa
- 2011: Nie zakwalifikowała się